# Chiaki Ishii
Chiaki Ishii em japonês: チアキ・イシイ (Ashikaga, 1 de outubro de 1941) é um judoca japonês, naturalizado brasileiro desde 1969. Chiaki tem três filhas: Tânia Ishii, Vânia Ishii e Luiza Ishii. As duas primeiras também são judocas.
Ishii foi o primeiro judoca brasileiro a ganhar uma medalha olímpica para o Brasil, nos Jogos de 1972, em Munique. Ishii também ganhou uma medalha de bronze no Mundial de 1971.
Ishii treinava judô desde criança em um dojô perto de sua casa, e se formou na Universidade de Waseda. Ansioso por participar da estreia do judô nos Jogos de 1964 em Tóquio, eventualmente perdeu sua vaga para o futuro campeão Isao Okano. Frustrado, desistiu do esporte e decidiu emigrar para o Brasil, fazendo uma viagem de navio de 60 dias no qual aprendeu português, e após chegar trabalhou em uma fazenda em Presidente Prudente. Após ser convencido a participar por diversão de um torneio local de judô, impressionou os conterrâneos por suas habilidades, que pediram para ele ensiná-los judô. Já frustrado com a vida de fazendeiro, virou professor e abriu um dojô em São Paulo. Em 1969, Ishii se naturalizou brasileiro para participar de competições.